# Aceuchal
Aceuchal település Spanyolországban, Badajoz tartományban. Aceuchal Almendralejo, Fuente del Maestre, Solana de los Barros, Villalba de los Barros és Mérida községekkel határos. Lakosainak száma 5404 fő (2024).

## Népesség
A település lakosságának változását az alábbi diagram mutatja:
| Lakosok száma | 5285 | 5368 | 5518 | 5679 | 5717 | 5538 | 5485 | 5449 | 5467 | 5404 |
|               | 2001 | 2004 | 2006 | 2009 | 2011 | 2014 | 2016 | 2019 | 2021 | 2024 |